# شانون وریلند
شانون وریلند (به انگلیسی: Shannon Vreeland) (زادهٔ ۱۵ نوامبر ۱۹۹۱) شناگر اهل ایالات متحده آمریکا است.